# Episodi de Il virginiano (terza stagione)
La terza stagione della serie televisiva Il virginiano è andata in onda negli Stati Uniti dal 16 settembre 1964 al 21 aprile 1965 sulla NBC, posizionandosi al 22º posto nei rating Nielsen di fine anno con il 24,0% di penetrazione e con una media superiore ai 12 milioni di spettatori.
| nº | Titolo originale            | Titolo italiano | Prima TV USA      | Prima TV Italia |
| -- | --------------------------- | --------------- | ----------------- | --------------- |
| 1  | Ryker                       |                 | 16 settembre 1964 |                 |
| 2  | Dark Challenge              |                 | 23 settembre 1964 |                 |
| 3  | The Stallion                |                 | 30 settembre 1964 |                 |
| 4  | The Hero                    |                 | 7 ottobre 1964    |                 |
| 5  | Felicity's Spring           |                 | 14 ottobre 1964   |                 |
| 6  | The Brazos Kid              |                 | 21 ottobre 1964   |                 |
| 7  | Big Image... Little Man     |                 | 28 ottobre 1964   |                 |
| 8  | A Father for Toby           |                 | 4 novembre 1964   |                 |
| 9  | The Girl from Yesterday     |                 | 11 novembre 1964  |                 |
| 10 | Return a Stranger           |                 | 18 novembre 1964  |                 |
| 11 | All Nice and Legal          |                 | 25 novembre 1964  |                 |
| 12 | A Gallows for Sam Horn      |                 | 2 dicembre 1964   |                 |
| 13 | Portrait of a Widow         |                 | 9 dicembre 1964   |                 |
| 14 | The Payment                 |                 | 16 dicembre 1964  |                 |
| 15 | Man of the People           |                 | 23 dicembre 1964  |                 |
| 16 | The Hour of the Tiger       |                 | 30 dicembre 1964  |                 |
| 17 | Two Men Named Laredo        |                 | 6 gennaio 1965    |                 |
| 18 | Hideout                     |                 | 13 gennaio 1965   |                 |
| 19 | Six Graves at Cripple Creek |                 | 27 gennaio 1965   |                 |
| 20 | Lost Yesterday              |                 | 3 febbraio 1965   |                 |
| 21 | A Slight Case of Charity    |                 | 10 febbraio 1965  |                 |
| 22 | You Take the High Road      |                 | 17 febbraio 1965  |                 |
| 23 | Shadows of the Past         |                 | 24 febbraio 1965  |                 |
| 24 | Legend of a Lawman          |                 | 3 marzo 1965      |                 |
| 25 | Timberland                  |                 | 10 marzo 1965     |                 |
| 26 | Dangerous Road              |                 | 17 marzo 1965     |                 |
| 27 | Farewell to Honesty         |                 | 24 marzo 1965     |                 |
| 28 | Old Cowboy                  |                 | 31 marzo 1965     |                 |
| 29 | The Showdown                |                 | 14 aprile 1965    |                 |
| 30 | We've Lost a Train          |                 | 21 aprile 1965    |                 |

## Ryker
- Prima televisiva: 16 settembre 1964

### Trama
- Guest star: Michael MacReady (Curly), Leslie Nielsen (John Hagen), Ron Soble (Stackler), James Seay (Cruickshank), Russ Conway (Ed Hale), Chuck Courtney (cowboy), Berkeley Harris (Jack Karns), Anne Helm (Janet Hale), Francis McDonald (negoziante), Jan Merlin (Sam Lake), Raquel Welch (ragazza nel saloon)

## Dark Challenge
- Prima televisiva: 23 settembre 1964

### Trama
- Guest star: Louis Quinn (Perkins), Larry Pennell (Wally Koerner), Katharine Ross (Jenny Hendricks), Chris Robinson (Arnie Hendricks), Victor Jory (Carl Hendricks), Joan O'Brien (Joan), Gregg Palmer (cowboy), Than Wyenn (medico legale)

## The Stallion
- Prima televisiva: 30 settembre 1964
- Diretto da: Bernard McEveety
- Scritto da: Louis Vittes, Carey Wilber

### Trama
- Guest star: Paul Baxley (Hogan), Don 'Red' Barry (Slaughter), Jena Engstrom (Jody Wingate), Robert Culp (Charles 'Charlie' Orwell), Robert Williams (rancher)

## The Hero
- Prima televisiva: 7 ottobre 1964
- Diretto da: Richard L. Bare
- Scritto da: Clair Huffaker

### Trama
- Guest star: Warren Stevens (Ray Harding), Steve Ihnat (Matson), Joe Yrigoyen (Jube), Brad Weston (Toag), Chuck Courtney (mandriano), Steve Forrest (James Templeton), Harper Flaherty

## Felicity's Spring
- Prima televisiva: 14 ottobre 1964

### Trama
- Guest star: Jennie Lynn (Tessie Mapes), Norman Leavitt (Joe Mapes), Christine Matchett (Mary), Adrienne Marden (Mary Mapes), Katherine Crawford (Felicity Andrews), Dean Harens (reverendo Bill Haggarty), Mariette Hartley (Kate Andrews), Carl Benton Reid (Jonah Andrews)

## The Brazos Kid
- Prima televisiva: 21 ottobre 1964

### Trama
- Guest star: George Petrie (Joe Delaney), Alvy Moore (Les Jensen), Clay Tanner (capostazione), Bill Quinn (New York Clarion Editor), Tol Avery (John Fix), James E. Brown (Lou Sebastian), Barbara Eden (Samantha Fry), Sam Edwards (impiegato), Harold Gould (Adam Pendleton), Rex Holman (Johnny Ringbolt), Skip Homeier (Joe Cleary), I. Stanford Jolley (St. Louis Post Editor), Jimmy Joyce (editore del Buffalo Herald), Frank Evans (Pomeroy)

## Big Image... Little Man
- Prima televisiva: 28 ottobre 1964

### Trama
- Guest star: Olive Sturgess (Laura Carter), Slim Pickens (Hogy), Barbara Werle (Kitty Hudson), Roger Torrey (Dolan), Paul Birch (Ben Carter), Linden Chiles (Paul Leland), Gerald Hamer (servo), Henry Hunter (Kenneth Grant), Dick Miller (Jon Blake), Vincent Cobb (Slater)

## A Father for Toby
- Prima televisiva: 4 novembre 1964
- Diretto da: Alan Crosland, Jr.
- Soggetto di: Tom Seller

### Trama
- Guest star: Joanna Moore (Ellen Lawrence), Terry Frost (Carl Thomas), Kurt Russell (Toby Shea), Bing Russell (Earl Maddox), Hal Baylor (Belden), Rory Calhoun (Jim Shea), Charles Fredericks (Harry Boardman), John Zaremba (Warden)

## The Girl from Yesterday
- Prima televisiva: 11 novembre 1964
- Diretto da: John Florea
- Soggetto di: Mark Rodgers

### Trama
- Guest star: Barry Kelley (commissario Todd), Don Collier (Marshal Cass), Michael MacReady (tenente Sawtelle), Ruta Lee (Jane Carlyle), Charles Aidman, Holly Bane (Avery), Robert V. Barron (Chuck), Charles Bateman (Neal Fairburn), Peter Mark Richman (Jack Wade)

## Return a Stranger
- Prima televisiva: 18 novembre 1964

### Trama
- Guest star: Robert Colbert (Joe Barker), Peter Brown (Craig Ryan), William Fawcett (Sam Elberry), Leif Erickson (Charlie Ryan), Whit Bissell (Whit Parsons), Dan White (facchino)

## All Nice and Legal
- Prima televisiva: 25 novembre 1964

### Trama
- Guest star: Ollie O'Toole (Joe Mapes), Norman Leavitt (Clem Atwell), Stephen Price (Tommy), Judson Pratt (Jerd 'Jack' Morgan), Paul Comi (Brad Carter), Jeff Cooper (Matt Potter), Ellen Corby (Mrs. Clancy), Sam Edwards (impiegato), Linda Foster (Sally), Anne Francis (Victoria Greenleaf), Robert Gothie (George Potter), Harold Gould (John Anderson), Pitt Herbert (addetto al telegrafo), John Kellogg (Seth Potter), Walter Woolf King (giudice), Clay Tanner (facchino)

## A Gallows for Sam Horn
- Prima televisiva: 2 dicembre 1964

### Trama
- Guest star: Walter Woolf King (giudice MacDonald), George Kennedy (Jack Marshman), Mike Mahoney (Zachary), John Lupton (Sam Horn), Edward Binns (colonnello John Briscoe), Gail Bonney (donna alla fattoria), Barry Cahill (Tim Tatum), Virginia Christine (Judith Briscoe), Paul Comi (Brad Carter), Med Flory (Tom Yeager), Laurel Goodwin (Peg Dineen), Elizabeth Harrower (Mrs. Crandall), Buck Taylor (Scott Briscoe)

## Portrait of a Widow
- Prima televisiva: 9 dicembre 1964

### Trama
- Guest star: Vera Miles (Maggie Menken), David McMahon (conducente), John Gavin (Charles Boulanger/Baker), Audrey Swanson (Mrs. Wingate), Ron Burke (mandriano), Ann Doran (Reba), Michael Forest (George MacGregor), Pitt Herbert (Sam the Telegraph Agent), Charles Horvath (Jesse Fairchild), Nancy Gates (Sophie Fessenden)

## The Payment
- Prima televisiva: 16 dicembre 1964
- Diretto da: John Florea
- Scritto da: Thomas Thompson

### Trama
- Guest star: Lisabeth Hush (Rita Collins), Med Flory (Sardo), Ed Peck (Ben Clayton), Lloyd Nolan (Abe Clayton), Bruce Dern (Lee Darrow), Robert Ivers (Vance Clayton)

## Man of the People
- Prima televisiva: 23 dicembre 1964
- Diretto da: William Witney
- Soggetto di: William Fay

### Trama
- Guest star: Shirley O'Hara (Mrs. Dolan), Alvy Moore (Ray Harris), A. G. Vitanza (Dominic Pelligrini), Arthur Space (Ownie Francis), Hal Baylor (sergente Costello), Russ Bender (Land Office Clerk), Robert Boon (Hans Jungman), Barry Brooks (cittadino), Brendan Dillon (James Aloysius Dolan), James Dunn (Membro del Congresso Matthew J. Cosgrove), Sam Edwards (impiegato dell'hotel), Pitt Herbert (Joe), Hoke Howell (caporale), Jimmy Joyce (cineoperatore), David McMahon (conducente), Martin West (tenente David O'Mara)

## The Hour of the Tiger
- Prima televisiva: 30 dicembre 1964
- Diretto da: Richard L. Bare
- Scritto da: Harry Kleiner

### Trama
- Guest star: Kam Tong (Chang), Tom Simcox (Chris Antlow), Robert J. Wilke (Colton), Tom Tully (Junius Antlow), Ron Burke (Shiloh Ranch Hand), Edward Faulkner (Pete), Leo Gordon (Big Jim Lafferty), Helen Kleeb (Susan Antlow), Cely Carillo (Kum Ho)

## Two Men Named Laredo
- Prima televisiva: 6 gennaio 1965
- Diretto da: William Hale
- Soggetto di: Don Brinkley, Don Tait

### Trama
- Guest star: Elizabeth MacRae (Molly Weams), Walter Woolf King (giudice), Ford Rainey (Procuratore della contea), William Phipps (lavoratore nel ranch), Rayford Barnes (Bojo Sanders), Thomas Bellin (Clint), Paul Comi (Brad Carter), Fabian (Eddie/Josh Laredo), Austin Green (giurato), Harper Flaherty

## Hideout
- Prima televisiva: 13 gennaio 1965
- Diretto da: Don McDougall
- Soggetto di: Edna Anhalt

### Trama
- Guest star: Douglas Fowley (Sorrowful), Lew Brown (passante), Andrew Prine (Clint Evers), Walter Woolf King (giudice), Forrest Tucker (Martin Evers)

## Six Graves at Cripple Creek
- Prima televisiva: 27 gennaio 1965

### Trama
- Guest star: Catherine McLeod (Mrs. Mallory), Harry Lauter (McGraw), Walter Reed (maggiore Mallory), Robert Pine (attendente), Paul Birch (John Carver), John Doucette (sceriffo Goodbody), Sheilah Wells (Lucille Carver)

## Lost Yesterday
- Prima televisiva: 3 febbraio 1965

### Trama
- Guest star: Monica Lewis (Martha Winslow), Shirley Knight (Clara Malone), Simon Scott (Trev Holcomb), Stuart Randall (sceriffo di Laramie), Holly Bane (cittadino di Laramie), Sam Edwards (impiegato dell'hotel), Clyde Howdy (mandriano di Laramie), John Kellogg (Sam Barton), Don Wilbanks (Jim Feeney)

## A Slight Case of Charity
- Prima televisiva: 10 febbraio 1965
- Diretto da: Richard Benedict
- Soggetto di: Howard Browne

### Trama
- Guest star: Ed Prentiss (Stillman), Steve Pendleton (August Schimell), Vincent Padula (Pepe), Les Tremayne (Mr. Lowell), E. J. Andre (agente di carico), Stephen Coit (Ray King), Jerome Courtland (Byron Prescott), Kathryn Givney (Caroline Prescott), Tim Graham (Stable Man), Harry Harvey (Ira Corwin), Kathryn Hays (Charity), Warren Oates (Roy Judd), Gregg Palmer (vice Roberts), Adele Palacios (Concha)

## You Take the High Road
- Prima televisiva: 17 febbraio 1965
- Diretto da: John Florea
- Soggetto di: Frank Fenton, Daniel B. Ullman

### Trama
- Guest star: Edward Faulkner (Bert), Richard Beymer (Mark Shannon), Diana Lynn (Peggy Shannon), Myron Healey (Jack Slauson), Robert Williams (Dade)

## Shadows of the Past
- Prima televisiva: 24 febbraio 1965

### Trama
- Guest star: John Milford (Will Gar), Marilyn Erskine (Rita), Jackie Russell (Bar Girl), Diane Quinn (bambina), James Beck (Dink Gar), Jack Warden (John Conway)

## Legend of a Lawman
- Prima televisiva: 3 marzo 1965
- Diretto da: John Florea
- Soggetto di: Harry Kleiner, Frank Telford

### Trama
- Guest star: William Mims (Cole), Bill McLean (addetto al telegrafo), William Stevens (Shagrue), Ford Rainey (Marshal Floyd Buckman), Adam West (Sam Loomis), Walker Edmiston (Jimmy Tench), Shug Fisher (Pony Bill Steele), John Hubbard (dottor Wagner), John Litel (Wade Hammill), Michael MacReady (Coby), Ken Mayer (Gaynor), Adrienne Ellis (Nora Buckman)

## Timberland
- Prima televisiva: 10 marzo 1965

### Trama
- Guest star: Martin Milner (David 'Dave' Ferguson), Norman Leavitt (negoziante), William Smith (Paul Rogers), Gregg Palmer (mandriano), William Bramley (John Ferguson), Don Eitner (mandriano), Joan Freeman (Katherine Daniels), Arch Johnson (Charles Daniels), Russell Thorson (Ollie)

## Dangerous Road
- Prima televisiva: 17 marzo 1965

### Trama
- Guest star: Tom Reese (Hans Wollsack), Robert Pine (Young Bob Coulter), Will J. White (dottor Blackburn), Tom Simcox (vice Fenton), True Boardman (dottor Hennesy), Lew Brown (Kelly Jones), Frank Gerstle (Clint Koski), Gilbert Green (giudice Porter), Ben Johnson (Jim Brandt), Jimmy Joyce (commesso), Simon Oakland (Bob Coulter), Robin Watts (cameriera)

## Farewell to Honesty
- Prima televisiva: 24 marzo 1965
- Diretto da: Leon Benson
- Soggetto di: Carey Wilber

### Trama
- Guest star: John Lodge (dottore), Fred Holliday (operatore del telegrafo), Harry Swoger (sceriffo Killigrew), Burt Mustin (Jebb Finney), Holly Bane (Stable Man), William Boyett (Harley), Richard Carlson (maggiore Ralph Forrester), Richard Crane (Paul Denning), Kathleen Crowley (Jennifer McLeod), Harold Gould (John Marshall Harrison), Dorothy Green (Laura Forrester), Douglas Henderson (Leonard Walters), Herb Voland (giudice Charles Dodge)

## Old Cowboy
- Prima televisiva: 31 marzo 1965
- Diretto da: William Witney
- Scritto da: Gabrielle Upton

### Trama
- Guest star: Alan Baxter (Northrup), Bill Mumy (Willy), Franchot Tone (Murdock), Adam Williams (Roper)

## The Showdown
- Prima televisiva: 14 aprile 1965

### Trama
- Guest star: John Pickard (Charlie Hobkins), Leslie Perkins (Junie), Peter Whitney (Jake Landers), Tom Skerritt (Billy Landers), Michael Ansara (Marshall Merle Frome), Cal Bartlett (Bobby Landers), Hal Baylor (minatore), Edward Faulkner (Tom Landers), Dabbs Greer (Doc), Barry Kelley (sceriffo Jim Brady), Leonard Nimoy (Benjamin Frome), Don Wilbanks (cowboy)

## We've Lost a Train
- Prima televisiva: 21 aprile 1965
- Diretto da: Earl Bellamy
- Scritto da: Borden Chase

### Trama
- Guest star: Alberto Morin (Alvarez), Ruben Moreno (Yaqui Chief), William Smith (Ranger Joe Riley), George Sawaya (Turnkey), Hal Baylor (Flake), Neville Brand (Ranger Reese Bennett), Peter Brown (Ranger Chad Cooper), Carol Byron (Winnie), Philip Carey (capitano Edward A. Parmalee), Rhonda Fleming (Carmelita Flanagan), Priscilla Garcia (Gaviota), Fernando Lamas (capitano Estrada), Ida Lupino (Mama Delores), Teresa Terry (Estrellita)